# Gymnelus obscurus
Gymnelus obscurus es una especie de pez de la familia de los Zoarcidae en el orden de los perciformes.

## Morfología
- Los machos pueden llegar a alcanzar los 15,6 cm de longitud total.[1][2]

## Hábitat
Es un pez de mar que vive entre 0-51. m de profundidad.

## Distribución geográfica
Se encuentra en el Mar de Bering. 

## Observaciones
Es inofensivo para los humanos. 